# Watertoren (Daarle)
De watertoren in Daarle is ontworpen door Duecker & Co, Duisburg en gebouwd in 1934.
De watertoren heeft een hoogte van 33,7 meter en heeft een waterreservoir van 145 m³.
In 2004 heeft watermaatschappij Vitens uit Zwolle de watertoren verkocht voor 51 duizend en 500 euro.
Almelo
(Oude ·
Spinnerij ·
Sluiskade ·
Reggestraat) ·
Borne ·
Daarle ·
Delden ·
Deventer ·
Enschede
(Hoog & Droog ·
Janninktoren ·
Menkotoren) · 
Goor ·
Hengelo
(Oude ·
Stork, 1902 ·
Stork, 1917) ·
Kuinre ·
De Lichtmis · 
Lutten ·
Nijverdal
(Oude ·
Nieuwe) ·
Oldenzaal ·
Olst ·
Ootmarsum ·
Raalte · 
Sint Jansklooster ·
Steenwijk ·
Steenwijkerwold ·
Vriezenveen · 
Zwolle